# Ankistrodesmus
Genre
Synonymes
- Rhaphidium Kützing, 1845[2]

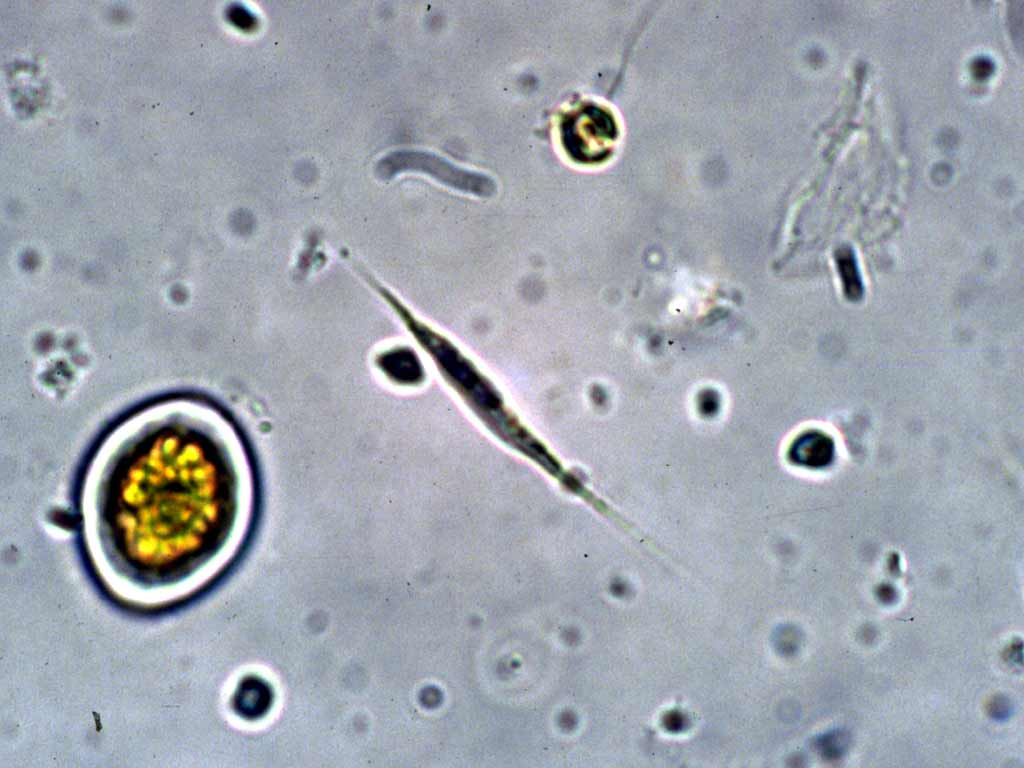
Ankistrodesmus falcatus
(cellule isolée)

Ankistrodesmus est un genre d'algue verte de la famille des Selenastraceae.

## Étymologie
Le nom de genre type Ankistrodesmus est composé du préfixe ankistro-, du grec αγκιστρο/ ankistro,  accrocher, et du suffixe –desmus, du grec δέσμω / désmo « lié ; mêlé ; attaché » en références aux colonies attachées en grappes que forment ces organismes.

## Description
Ankistrodesmus est un organisme unicellulaire strict ou formant des colonies d'unicellulaires faiblement liées. Les cellules en forme de fibre sont soit droites, soit courbées, soit en spirale. Les cellules peuvent se trouver en grappes ou s'enrouler les unes autour des autres.

## Liste d'espèces
- A. acerosus
- A. acutissimus
- A. amalloides
- A. antarcticus
- A. arcticus
- A. bernardensis
- A. bernardii
- A. caribeum
- A. chlorogonioides
- A. cucumiformis
- A. densus
- A. dulcia
- A. dybowskii
- A. ecsediensis
- A. extensus
- A. falcatus
- A. falciformia
- A. fasciculatus
- A. flexuosus
- A. fractus
- A. fusiformis
- A. gracilis
- A. hindakii
- A. komarekii
- A. lacuster
- A. marinus
- A. minutus
- A. nannoselene
- A. nivalis
- A. pehrii
- A. polymorphus
- A. pseudosabulosum
- A. pyrenogerum
- A. quaternus
- A. rhaphidioides
- A. selenastrum
- A. septatus
- A. sigmoideus
- A. spiralis
- A. spirochromus
- A. stipitatus
- A. tjibodensis
- A. tortus
- A. turneri
- A. viretii